# Salinas de Ambargasta
Le Salinas de Ambargastas sono saline ubicate nella parte centro-settentrionale dell'Argentina, che si estendono su una superficie di 4200 km2.

## Ubicazione geografica
Assieme alle Salinas Grandes (4700 km2), Salinas La Antigua (410 km2) e Salinas de San Bernardo (7,2 km2) formano la vasta Cuenca Saliniana, marcando il confine tra le regioni geografiche del Chaco Austral e delle Sierras Pampeanas. Si trovano in una vasta depressione situata a sud del río Dulce.
Da un punto di vista amministrativo si incontrano verso il sudest della Provincia di Santiago del Estero nei dipartimenti di Ojo de Agua e Choya, e verso la parte settentrionale della Provincia di Córdoba, nei dipartimenti di Tulumba e Sobremonte.